# Jack Rowley
 Der er for få eller ingen kildehenvisninger i denne artikel, hvilket er et problem. Du kan hjælpe ved at angive troværdige kilder til de påstande, som fremføres i artiklen.

John Frederick "Jack" Rowley (7. oktober 1920 i Wolverhampton - 28. juni 1998) var en engelsk fodboldpiller, mest kendt for sin tid som angrebsspiller for Manchester United i tiden 1937 til 1954.
Rowley startede sin karriere i 1935 hos Wolverhampton Wanderers, men fik aldrig en plads på holdet. I 1937 flyttede han til Bournemouth & Boscombe, hvor han scorede ti mål i sine 11. første kampe. Dette fik Manchester United til at kigge nærmere på Rowley, hvorefter han blev købt for 3.000 pund i 1937. Han var på dette tidspunkt kun 17. år, men allerede i sin anden kamp scorede han fire mål.
Han blev oprindelig købt som kant, men Matt Busby brugte han som angriber. Dette gjorde at Rowley blev klubbens topscorer i hele fem ssæoner, og var en meget vigtig spiller på Busbys første store hold. I 1948 vandt Manchester United FA Cuppen, og i 1951-52 vandt klubben ligaen. I 1954 forlod han Manchester United for at blive spillende træner for Plymouth Argyle, hvor han blev til 1957, hvorefter han blev ansat som træner for Oldham Athletic.